# Llista de monuments de l'Eixample de Barcelona (esquerra)
Llista de monuments de l'Eixample de Barcelona, corresponents als barris de l'Antiga Esquerra de l'Eixample, la Nova Esquerra de l'Eixample i Sant Antoni, inclosos en l'Inventari del Patrimoni Arquitectònic de Catalunya i en el catàleg de Patrimoni Arquitectònic de Barcelona.

## Monuments d'Interès Nacional
Monuments inscrits en el Registre de Béns Culturals d'Interès Nacional (BCIN) amb la classificació de monuments històrics per ser una construcció o altra obra material produïda per l'activitat humana que configura una unitat singular de les més rellevants del patrimoni cultural català.
| Monument                                        | Protecció       | Estil/època                                | Localització                                   | Coordenades                                        | Codi?         | Imatge |
| ----------------------------------------------- | --------------- | ------------------------------------------ | ---------------------------------------------- | -------------------------------------------------- | ------------- | --- |
| Edifici de la Universitat                       | BCIN 33-MH-EN   | Historicisme XIX                           | Barcelona Gran Via de les Corts Catalanes, 585 | 41° 23′ 12″ N, 2° 09′ 50″ E / 41.38660°N,2.16390°E | RI-51-0003838 | Edifici de la Universitat (Barcelona) · Vegeu més fotos d'aquest monument · Carregueu una nova foto d'aquest monument                       |
| Edifici d'habitatges al carrer del Rosselló, 36 | BCIN 4404-MH-EN | Racionalisme Josep Lluís Sert i López 1929 | Barcelona C. Rosselló, 36                      | 41° 23′ 07″ N, 2° 08′ 48″ E / 41.38516°N,2.14667°E | IPA-43676     | Edifici d'habitatges al carrer del Rosselló, 36 (Barcelona) · Vegeu més fotos d'aquest monument · Carregueu una nova foto d'aquest monument |

## Monuments d'Interès Local
Monuments declarats com Béns Culturals d'Interès Local (BCIL), inclosos en el Catàleg de Patrimoni Arquitectònic de Barcelona amb el nivell de protecció B.
| Monument                                                                          | Protecció | Estil/època | Localització                                                                                              | Coordenades                                          | Codi?     | Imatge |
| --------------------------------------------------------------------------------- | --------- | --- | --- | ---------------------------------------------------- | --------- | --- |
| Edifici de la Companyia de Gas Lebon                                              | BCIL 2000 | Eclecticisme monumentalista amb influència nòrdica Francisco de Paula del Villar y Carmona 1894-96                                                            | Barcelona C. Balmes, 19                                                                                   | 41° 23′ 15″ N, 2° 09′ 53″ E / 41.38751°N,2.16465°E   | IPA-40309 | Edifici de la Companyia de Gas Lebon (Barcelona) · Vegeu més fotos d'aquest monument · Carregueu una nova foto d'aquest monument |
| Casa Pons i Trabal                                                                | BCIL 2000 | Modernisme Joan Baptista Pons i Trabal 1908 | Barcelona C. Balmes, 81 i 81 bis                                                                          | 41° 23′ 27″ N, 2° 09′ 37″ E / 41.39093°N,2.16033°E   | IPA-40311 | Casa Pons i Trabal (Barcelona) · Vegeu més fotos d'aquest monument · Carregueu una nova foto d'aquest monument                   |
| Facultat de Medicina                                                              | BCIL 2000 | Eclecticisme Josep Domènech i Estapà 1904 | Barcelona C. Casanova, 141-149                                                                            | 41° 23′ 23″ N, 2° 09′ 09″ E / 41.38977°N,2.15263°E   | IPA-40333 | Facultat de Medicina (Barcelona) · Vegeu més fotos d'aquest monument · Carregueu una nova foto d'aquest monument                 |
| Casa Pere Company, Museu i Centre d'Estudis de l'Esport Doctor Melcior Colet      | BCIL 2000 | Modernisme secession Josep Puig i Cadafalch, Santiago Marco, Joan Bassegoda Nonell Construcció 1911, transformació en clínica 1940, museu de l'esport 1982-86 | Barcelona C. Casanova, 203 - c. Buenos Aires, 56-58                                                       | 41° 23′ 35″ N, 2° 08′ 54″ E / 41.393136°N,2.148333°E | IPA-40334 | Casa Pere Company (Barcelona) · Vegeu més fotos d'aquest monument · Carregueu una nova foto d'aquest monument                    |
| Mercat de Sant Antoni                                                             | BCIL 2000 | Arquitectura de ferro Antoni Rovira i Trias, Josep M. Cornet i Mas 1872-1882                                                                                  | Barcelona C. Comte Borrell 56 bis - c. Comte Urgell - c. Manso 55-57 - rda. Sant Pau - c. Tamarit 154 bis | 41° 22′ 43″ N, 2° 09′ 43″ E / 41.37861°N,2.16208°E   | IPA-40352 | Mercat de Sant Antoni (Barcelona) · Vegeu més fotos d'aquest monument · Carregueu una nova foto d'aquest monument                |
| Escola Industrial, Can Batlló                                                     | BCIL 2000 | Eclecticisme, noucentisme Rafael Guastavino Moreno, Lluis Planas i Calvet, Joan Rubió i Bellvé, Manuel Baldrich 1869-1875, 1913-1931, 1961-1966               | Barcelona C. Comte Urgell, 173-215 - c. Rosselló, 101-139 - c. Comte Borrell, 244-282 - c. París, 84-114  | 41° 23′ 20″ N, 2° 08′ 57″ E / 41.38881°N,2.14913°E   | IPA-40353 | Escola Industrial (Barcelona) · Vegeu més fotos d'aquest monument · Carregueu una nova foto d'aquest monument                    |
| Casa de la Lactància                                                              | BCIL 2000 | Modernisme Antoni de Falguera i Sivilla, Pere Falqués i Urpí 1908-1913, 1968                                                                                  | Barcelona Gran Via de les Corts Catalanes, 475-477                                                        | 41° 22′ 48″ N, 2° 09′ 20″ E / 41.38008°N,2.15544°E   | IPA-40356 | Casa de la Lactància (Barcelona) · Vegeu més fotos d'aquest monument · Carregueu una nova foto d'aquest monument                 |
| Casa Macari Golferichs, Casa Golferichs, Centre cívic el Xalet                    | BCIL 2000 | Modernisme Joan Rubió i Bellvé 1901, 1980, reforma 1986 | Barcelona Gran Via de les Corts Catalanes, 491 - c. Viladomat, 120                                        | 41° 22′ 51″ N, 2° 09′ 23″ E / 41.380850°N,2.156289°E | IPA-40357 | Casa Macari Golferichs (Barcelona) · Vegeu més fotos d'aquest monument · Carregueu una nova foto d'aquest monument               |
| Casa Sayrach                                                                      | BCIL 2000 | Modernisme Gabriel Borrell i Cardona (projecte), Manuel Sayrach i Carreras (atribuïble) 1915-1917                                                             | Barcelona Av. Diagonal, 423-425 - c. Enric Granados, 157-159                                              | 41° 23′ 41″ N, 2° 09′ 11″ E / 41.39468°N,2.15305°E   | IPA-40366 | Casa Sayrach (Barcelona) · Vegeu més fotos d'aquest monument · Carregueu una nova foto d'aquest monument                         |
| Casa Joan Rabaseda                                                                | BCIL 2000 | Modernisme de transició al noucentisme Ferran Romeu i Ribot 1912                                                                                              | Barcelona C. Diputació, 158                                                                               | 41° 23′ 00″ N, 2° 09′ 29″ E / 41.38341°N,2.15799°E   | IPA-40370 | Casa Joan Rabaseda (Barcelona) · Vegeu més fotos d'aquest monument · Carregueu una nova foto d'aquest monument                   |
| Casa Cairó, Casa R. Sala                                                          | BCIL 2000 | Modernisme Domènec Boada i Piera 1906 | Barcelona C. Enric Granados, 106                                                                          | 41° 23′ 37″ N, 2° 09′ 17″ E / 41.39366°N,2.15485°E   | IPA-40377 | Casa Cairó (Barcelona) · Vegeu més fotos d'aquest monument · Carregueu una nova foto d'aquest monument                           |
| Cases Jeroni Granell - Mallorca                                                   | BCIL 2000 | Modernisme Jeroni Ferran Granell i Manresa 1901-1909 | Barcelona C. Mallorca, 184-188                                                                            | 41° 23′ 22″ N, 2° 09′ 25″ E / 41.38941°N,2.15687°E   | IPA-40423 | Cases Jeroni Granell - Mallorca (Barcelona) · Vegeu més fotos d'aquest monument · Carregueu una nova foto d'aquest monument      |
| Claustre de Jerusalem, Col·legi Sant Miquel                                       | BCIL 2000 | Gòtic tardà Bartomeu Mas i Bernat Nadal (atribuït) Segle XV, trasllat 1885                                                                                    | Barcelona C. Rosselló, 175-179 - c. Muntaner, 158-162                                                     | 41° 23′ 29″ N, 2° 09′ 14″ E / 41.39137°N,2.15392°E   | IPA-40461 | Claustre de Jerusalem (Barcelona) · Vegeu més fotos d'aquest monument · Carregueu una nova foto d'aquest monument                |
| Editorial Gustavo Gili                                                            | BCIL 2000 | Darreres tendències Francesc Bassó i Birulés, Joaquim Gili i Morros 1953-1961                                                                                 | Barcelona C. Rosselló, 87-89                                                                              | 41° 23′ 11″ N, 2° 08′ 49″ E / 41.38638°N,2.14698°E   | IPA-40639 | Editorial Gustavo Gili (Barcelona) · Vegeu més fotos d'aquest monument · Carregueu una nova foto d'aquest monument               |
| Casa Francesc Farreras                                                            | BCIL 2000 | Modernisme Antoni Millàs i Figuerola 1902 | Barcelona Gran Via de les Corts Catalanes, 536-542 - c. Villarroel, 49-51                                 | 41° 22′ 57″ N, 2° 09′ 35″ E / 41.38260°N,2.15969°E   | IPA-41272 | Casa Francesc Farreras (Barcelona) · Vegeu més fotos d'aquest monument · Carregueu una nova foto d'aquest monument               |
| Casa Conrad Roure, Casa dels Nens                                                 | BCIL 2000 | Modernisme Ferran Romeu i Ribot 1901-1902 | Barcelona C. Aribau, 155                                                                                  | 41° 23′ 34″ N, 2° 09′ 12″ E / 41.39281°N,2.15329°E   | IPA-41281 | Casa Conrad Roure (Barcelona) · Vegeu més fotos d'aquest monument · Carregueu una nova foto d'aquest monument                    |
| Casa Torres Grau                                                                  | BCIL 2000 | Modernisme Jaume Torras i Grau 1905 | Barcelona C. París, 182                                                                                   | 41° 23′ 37″ N, 2° 09′ 11″ E / 41.39349°N,2.15318°E   | IPA-41334 | Casa Torres Grau (Barcelona) · Vegeu més fotos d'aquest monument · Carregueu una nova foto d'aquest monument                     |
| Farmàcia Madroñal, antiga Farmàcia Dr. Sabatés, Farmàcia Prat, Farmàcia Pasqueira | BCIL 2016 | Modernisme Josep Pérez Terraza 1901 | Barcelona C. Comte Borrell, 133 - Gran Via de les Corts Catalanes, 504                                    | 41° 22′ 51″ N, 2° 09′ 28″ E / 41.38097°N,2.15770°E   | IPA-43601 | Farmàcia Madroñal (Barcelona) · Vegeu més fotos d'aquest monument · Carregueu una nova foto d'aquest monument                    |
| Gèneres de Punt la Torre                                                          | BCIL 2016 | XIX-XX | Barcelona Rda. Sant Antoni, 63 - pl. Universitat, 4                                                       | 41° 23′ 06″ N, 2° 09′ 50″ E / 41.38489°N,2.16376°E   | IPA-43604 | Gèneres de Punt la Torre (Barcelona) · Vegeu més fotos d'aquest monument · Carregueu una nova foto d'aquest monument             |
| Edifici Astòria                                                                   | BCIL 2000 | Racionalisme, moviment modern German Rodríguez Arias 1933-1934                                                                                                | Barcelona C. París, 193-199                                                                               | 41° 23′ 38″ N, 2° 09′ 11″ E / 41.39377°N,2.15315°E   | IPA-45383 | Edifici Astòria (Barcelona) · Vegeu més fotos d'aquest monument · Carregueu una nova foto d'aquest monument                      |
| Bloc Diagonal                                                                     | BCIL 2000 | Racionalisme Ricard Churruca i Dortres, Germà Rodríguez i Arias 1934-1940                                                                                     | Barcelona Av. Diagonal, 419-421 - c. Enric Granados, 120-126 - c. París, 207-209                          | 41° 23′ 41″ N, 2° 09′ 14″ E / 41.39483°N,2.15382°E   | IPA-46329 | Bloc Diagonal (Barcelona) · Vegeu més fotos d'aquest monument · Carregueu una nova foto d'aquest monument                        |
| Casa Granell                                                                      | BCIL 2000 | Modernisme Jeroni F. Granell i Barrera 1900 | Barcelona C. Balmes, 65                                                                                   | 41° 23′ 24″ N, 2° 09′ 41″ E / 41.39012°N,2.16137°E   | IPA-52220 | Casa Granell (Barcelona) · Vegeu més fotos d'aquest monument · Carregueu una nova foto d'aquest monument                         |
| Casa Enric Llorenç                                                                | BCIL 2000 | Historicisme Josep Pérez i Terraza 1904-1906 | Barcelona C. Còrsega, 259-261 - c. Enric Granados, 119                                                    | 41° 23′ 36″ N, 2° 09′ 17″ E / 41.39334°N,2.15477°E   | IPA-52227 | Casa Enric Llorenç (Barcelona) · Vegeu més fotos d'aquest monument · Carregueu una nova foto d'aquest monument                   |
| Casa de la Papallona, Casa Fajol                                                  | BCIL 2000 | Modernisme Josep Graner i Prat 1912 | Barcelona C. Llançà, 20                                                                                   | 41° 22′ 36″ N, 2° 09′ 01″ E / 41.37659°N,2.15024°E   | IPA-52257 | Casa de la Papallona (Barcelona) · Vegeu més fotos d'aquest monument · Carregueu una nova foto d'aquest monument                 |
| Casa Batlles                                                                      | BCIL 2000 | Modernisme Francesc Farriol i Carretes, Eduard Mercader i Sacanella 1903-1904, 1909                                                                           | Barcelona C. París, 202                                                                                   | 41° 23′ 40″ N, 2° 09′ 16″ E / 41.39441°N,2.15443°E   | IPA-52273 | Casa Batlles (Barcelona) · Vegeu més fotos d'aquest monument · Carregueu una nova foto d'aquest monument                         |
| Cases Almirall                                                                    | BCIL 2000 | Monumentalisme academicista Francesc Guàrdia i Vial 1928-1932                                                                                                 | Barcelona Av. Diagonal, 433-439 - c. Aribau - c. Londres - c. Muntaner                                    | 41° 23′ 38″ N, 2° 09′ 03″ E / 41.3940°N,2.15084°E    | IPA-52321 | Cases Almirall (Barcelona) · Vegeu més fotos d'aquest monument · Carregueu una nova foto d'aquest monument                       |
| Casa Sayrach                                                                      | BCIL 2000 | Eclecticisme Manuel Sayrach i Carreras 1926 | Barcelona C. Enric Granados, 153-155                                                                      | 41° 23′ 40″ N, 2° 09′ 12″ E / 41.39454°N,2.15325°E   | IPA-53285 | Casa Sayrach (Barcelona) · Vegeu més fotos d'aquest monument · Carregueu una nova foto d'aquest monument                         |

## Monuments integrants del patrimoni
Altres monuments inclosos a l'Inventari del Patrimoni Arquitectònic Català.
| Monument                                                              | Protecció | Estil/època                                                                         | Localització                                                         | Coordenades                                        | Codi?     | Imatge |
| --------------------------------------------------------------------- | --------- | ----------------------------------------------------------------------------------- | -------------------------------------------------------------------- | -------------------------------------------------- | --------- | --- |
| Les Arenes, o plaça de toros de les Arenes                            |           | Neoàrab - neomudèjar August Font i Carreras 1889-1900                               | Barcelona Pl. Espanya - Gran Via, 387                                | 41° 22′ 35″ N, 2° 08′ 57″ E / 41.3763°N,2.1493°E   | IPA-8762  | Les Arenes (Barcelona) · Vegeu més fotos d'aquest monument · Carregueu una nova foto d'aquest monument                                              |
| Dona i ocell                                                          |           |                                                                                     | Barcelona Parc de Joan Miró                                          | 41° 22′ 40″ N, 2° 08′ 49″ E / 41.37778°N,2.14697°E | IPA-38900 | Dona i ocell (Barcelona) · Vegeu més fotos d'aquest monument · Carregueu una nova foto d'aquest monument                                            |
| Parc de Joan Miró                                                     |           | 1982-1989                                                                           | Barcelona C. Tarragona - c. Aragó - c. Vilamarí - c. Llançà          | 41° 22′ 41″ N, 2° 08′ 54″ E / 41.37806°N,2.14833°E | IPA-40648 | Parc de Joan Miró (Barcelona) · Vegeu més fotos d'aquest monument · Carregueu una nova foto d'aquest monument                                       |
| Presó Model                                                           |           | Historicisme Josep Domènech Estapà, Salvador Vinyals 1881-1904                      | Barcelona C. Entença, 155                                            | 41° 23′ 01″ N, 2° 08′ 43″ E / 41.38348°N,2.14539°E | IPA-41238 | Presó Model (Barcelona) · Vegeu més fotos d'aquest monument · Carregueu una nova foto d'aquest monument                                             |
| Cases Moritz                                                          |           | Noucentisme, eclecticisme XIX                                                       | Barcelona Rda. Sant Antoni, 39-41-43                                 | 41° 22′ 58″ N, 2° 09′ 48″ E / 41.38268°N,2.16345°E | IPA-41263 | Cases Moritz (Barcelona) · Vegeu més fotos d'aquest monument · Carregueu una nova foto d'aquest monument                                            |
| Escoles Municipals, Aula de Formació de Persones Adultes Pere Calders |           | Modernisme Lluís Callén Corzán 1907                                                 | Barcelona C. Calàbria, 25                                            | 41° 22′ 35″ N, 2° 09′ 34″ E / 41.37629°N,2.15940°E | IPA-41264 | Escoles Municipals (Barcelona) · Vegeu més fotos d'aquest monument · Carregueu una nova foto d'aquest monument                                      |
| Cases dels Cargols, Cases Miquel Riera                                |           | Modernisme Carles Bosch i Negre 1895                                                | Barcelona C. Tamarit, 89 - c. Entença, 2                             | 41° 22′ 32″ N, 2° 09′ 23″ E / 41.37547°N,2.15641°E | IPA-41265 | Cases dels Cargols (Barcelona) · Vegeu més fotos d'aquest monument · Carregueu una nova foto d'aquest monument                                      |
| Editorial Salvat                                                      |           | Modernisme Pau Salvat i Espasa 1912-1916                                            | Barcelona C. Mallorca, 47-49                                         | 41° 23′ 01″ N, 2° 08′ 55″ E / 41.38364°N,2.14862°E | IPA-41266 | Editorial Salvat (Barcelona) · Vegeu més fotos d'aquest monument · Carregueu una nova foto d'aquest monument                                        |
| Casa Ignasi Coll i Portabella                                         |           | Eclecticisme Josep Graner Prat                                                      | Barcelona Gran Via de les Corts Catalanes, 449-451 - c. Rocafort, 72 | 41° 22′ 45″ N, 2° 09′ 14″ E / 41.37913°N,2.15380°E | IPA-41267 | Casa Ignasi Coll i Portabella (Barcelona) · Vegeu més fotos d'aquest monument · Carregueu una nova foto d'aquest monument                           |
| Casa Ignasi Coll i Portabella II                                      |           | Noucentisme Eduard Ferrés i Puig                                                    | Barcelona Gran Via de les Corts Catalanes, 461                       | 41° 22′ 46″ N, 2° 09′ 16″ E / 41.37951°N,2.15447°E | IPA-41268 | Casa Ignasi Coll i Portabella II (Barcelona) · Vegeu més fotos d'aquest monument · Carregueu una nova foto d'aquest monument                        |
| Casa Francesc Coll                                                    |           | Modernisme, eclecticisme Eduard Ferrer i Puig 1913-1914                             | Barcelona Gran Via de les Corts Catalanes, 464-466                   | 41° 22′ 45″ N, 2° 09′ 18″ E / 41.37921°N,2.15511°E | IPA-41269 | Casa Francesc Coll (Barcelona) · Vegeu més fotos d'aquest monument · Carregueu una nova foto d'aquest monument                                      |
| Casa Joana Coll i Portabella                                          |           | Modernisme Eduard Ferrés i Puig XX                                                  | Barcelona Gran Via de les Corts Catalanes, 481                       | 41° 22′ 49″ N, 2° 09′ 20″ E / 41.38029°N,2.15566°E | IPA-41270 | Casa Joana Coll i Portabella (Barcelona) · Vegeu més fotos d'aquest monument · Carregueu una nova foto d'aquest monument                            |
| Església i Convent de les Adoratrius                                  |           | Historicisme Joan Martorell i Montells 1874-1875                                    | Barcelona C. Consell de Cent, 206-214 - c. Casanova, 65-67           | 41° 23′ 07″ N, 2° 09′ 30″ E / 41.38539°N,2.15845°E | IPA-41271 | Església i Convent de les Adoratrius (Barcelona) · Vegeu més fotos d'aquest monument · Carregueu una nova foto d'aquest monument                    |
| Casa Josep Filella                                                    |           | Modernisme Maurici Augé i Robert XX                                                 | Barcelona C. Consell de Cent, 189 - c. Comte d'Urgell, 95            | 41° 23′ 02″ N, 2° 09′ 21″ E / 41.38393°N,2.15589°E | IPA-41273 | Casa Josep Filella (Barcelona) · Vegeu més fotos d'aquest monument · Carregueu una nova foto d'aquest monument                                      |
| Seminari Conciliar                                                    |           | Historicisme Elias Rogent 1879-1885                                                 | Barcelona C. Diputació, 231                                          | 41° 23′ 18″ N, 2° 09′ 47″ E / 41.38836°N,2.16292°E | IPA-41274 | Seminari Conciliar (Barcelona) · Vegeu més fotos d'aquest monument · Carregueu una nova foto d'aquest monument                                      |
| Casa Ferran Guardiola, Casa Xina                                      |           | Modernisme, Art Déco Joan Francesc Guardiola Martínez XX                            | Barcelona C. Consell de Cent, 234-236 - c. Muntaner, 54              | 41° 23′ 11″ N, 2° 09′ 36″ E / 41.38639°N,2.160°E   | IPA-41275 | Casa Ferran Guardiola (Barcelona) · Vegeu més fotos d'aquest monument · Carregueu una nova foto d'aquest monument                                   |
| Casa Granell Manresa, Casa Jeroni Granell, Casa Gerónimo              |           | Modernisme Jeroni F. Granell i Manresa 1902                                         | Barcelona Gran Via de les Corts Catalanes, 582                       | 41° 23′ 05″ N, 2° 09′ 45″ E / 41.38485°N,2.16260°E | IPA-41276 | Casa Granell Manresa (Barcelona) · Vegeu més fotos d'aquest monument · Carregueu una nova foto d'aquest monument                                    |
| Mercat del Ninot                                                      |           | Noucentisme, arquitectura del ferro Antoni de Falguera, Joaquim Vilaseca 1894, 1928 | Barcelona C. Mallorca, 133-157                                       | 41° 23′ 16″ N, 2° 09′ 16″ E / 41.38784°N,2.15442°E | IPA-41280 | Mercat del Ninot (Barcelona) · Vegeu més fotos d'aquest monument · Carregueu una nova foto d'aquest monument                                        |
| Casa Salvat                                                           |           | Modernisme Pau Salvat i Espasa 1912                                                 | Barcelona C. Calàbria, 191                                           | 41° 23′ 03″ N, 2° 08′ 57″ E / 41.38407°N,2.14906°E | IPA-41332 | Casa Salvat (Barcelona) · Vegeu més fotos d'aquest monument · Carregueu una nova foto d'aquest monument                                             |
| Casa Ernest Castellar                                                 |           | Modernisme Isidre Gili Moncunill XX                                                 | Barcelona C. València, 149                                           | 41° 23′ 16″ N, 2° 09′ 23″ E / 41.38772°N,2.15651°E | IPA-41333 | Casa Ernest Castellar (Barcelona) · Vegeu més fotos d'aquest monument · Carregueu una nova foto d'aquest monument                                   |
| Bar Borrell                                                           |           | XX                                                                                  | Barcelona Av. Paral·lel, 84                                          | 41° 22′ 31″ N, 2° 10′ 01″ E / 41.37515°N,2.16697°E | IPA-43384 | Bar Borrell (Barcelona) · Vegeu més fotos d'aquest monument · Carregueu una nova foto d'aquest monument                                             |
| Casa Leandre Bou                                                      |           | Eclecticisme Antoni Serrallach XX                                                   | Barcelona C. València, 226 - c. Enric Granados, 20                   | 41° 23′ 24″ N, 2° 09′ 36″ E / 41.38994°N,2.15988°E | IPA-43761 | Casa Leandre Bou (Barcelona) · Vegeu més fotos d'aquest monument · Carregueu una nova foto d'aquest monument                                        |
| Edifici Mediterrani                                                   |           | Racionalisme 1960-1966                                                              | Barcelona C. Consell de Cent, 160-186                                | 41° 23′ 00″ N, 2° 09′ 20″ E / 41.38342°N,2.15564°E | IPA-46154 | Edifici Mediterrani (Barcelona) · Vegeu més fotos d'aquest monument · Carregueu una nova foto d'aquest monument                                     |
| Edifici d'habitatges al carrer del Comte Borrell, 87-89               |           | Racionalisme 1963-1966                                                              | Barcelona C. Comte Borrell, 87-89                                    | 41° 22′ 44″ N, 2° 09′ 37″ E / 41.37897°N,2.16034°E | IPA-46156 | Edifici d'habitatges al carrer del Comte Borrell, 87-89 (Barcelona) · Vegeu més fotos d'aquest monument · Carregueu una nova foto d'aquest monument |
| Casa Concepció Ràfols i Martí                                         |           | Racionalisme XX                                                                     | Barcelona C. Enric Granados, 133                                     | 41° 23′ 37″ N, 2° 09′ 16″ E / 41.39372°N,2.15439°E | IPA-46420 | Casa Concepció Ràfols i Martí (Barcelona) · Vegeu més fotos d'aquest monument · Carregueu una nova foto d'aquest monument                           |
| Casa Magdalena de Barberà Vergés                                      |           | Racionalisme, noucentisme Pere Benavent de Barberà i Abelló XX                      | Barcelona C. París, 145                                              | 41° 23′ 29″ N, 2° 09′ 00″ E / 41.39137°N,2.15007°E | IPA-46433 | Casa Magdalena de Barberà Vergés (Barcelona) · Vegeu més fotos d'aquest monument · Carregueu una nova foto d'aquest monument                        |
| Casa Lluís i Rita Cardona Canadell                                    |           | Racionalisme Pere Benavent de Barberà i Abelló XX                                   | Barcelona C. París, 127                                              | 41° 23′ 26″ N, 2° 08′ 56″ E / 41.39044°N,2.14901°E | IPA-46452 | Casa Lluís i Rita Cardona Canadell (Barcelona) · Vegeu més fotos d'aquest monument · Carregueu una nova foto d'aquest monument                      |
| Edifici d'habitatges al carrer de Casanova, 184                       |           | Noucentisme Joan Gumà Cuevas XX                                                     | Barcelona C. Casanova, 184-196 - c. París                            | 41° 23′ 30″ N, 2° 09′ 03″ E / 41.39161°N,2.15084°E | IPA-50890 | Edifici d'habitatges al carrer de Casanova, 184 (Barcelona) · Vegeu més fotos d'aquest monument · Carregueu una nova foto d'aquest monument         |
| Edifici d'habitatges al carrer de Muntaner, 168                       |           | Noucentisme Joan Gumà Cuevas XX                                                     | Barcelona C. Muntaner, 168 - c. Còrsega, 214                         | 41° 23′ 30″ N, 2° 09′ 11″ E / 41.39161°N,2.15310°E | IPA-50892 | Edifici d'habitatges al carrer de Muntaner, 168 (Barcelona) · Vegeu més fotos d'aquest monument · Carregueu una nova foto d'aquest monument         |
| Casa J. López Ferip                                                   |           | Noucentisme Josep Graner Prat XX                                                    | Barcelona C. Muntaner, 140                                           | 41° 23′ 25″ N, 2° 09′ 17″ E / 41.39028°N,2.15474°E | IPA-50903 | Casa J. López Ferip (Barcelona) · Vegeu més fotos d'aquest monument · Carregueu una nova foto d'aquest monument                                     |
| Casa Joan Contijoch                                                   |           | Noucentisme Antoni Bartra Boada XX                                                  | Barcelona Gran Via de les Corts Catalanes, 403 - c. Vilamarí 43-45   | 41° 22′ 38″ N, 2° 09′ 05″ E / 41.37713°N,2.15138°E | IPA-50904 | Casa Joan Contijoch (Barcelona) · Vegeu més fotos d'aquest monument · Carregueu una nova foto d'aquest monument                                     |
| Casa Joaquim Boada                                                    |           | Noucentisme Pere Benavent de Barberà i Abelló XX                                    | Barcelona C. Calàbria, 73                                            | 41° 22′ 42″ N, 2° 09′ 24″ E / 41.37827°N,2.15676°E | IPA-50906 | Casa Joaquim Boada (Barcelona) · Vegeu més fotos d'aquest monument · Carregueu una nova foto d'aquest monument                                      |
| Casa Parcerisa                                                        |           | Noucentisme Ramon Puig i Gairalt XX                                                 | Barcelona C. Consell de Cent, 249                                    | 41° 23′ 11″ N, 2° 09′ 33″ E / 41.38635°N,2.15923°E | IPA-50912 | Casa Parcerisa (Barcelona) · Vegeu més fotos d'aquest monument · Carregueu una nova foto d'aquest monument                                          |
| Casa Pere Carrera I                                                   |           | Noucentisme Ramon Puig i Gairalt XX                                                 | Barcelona C. Rocafort, 153                                           | 41° 22′ 54″ N, 2° 09′ 00″ E / 41.38164°N,2.15004°E | IPA-50913 | Casa Pere Carrera I (Barcelona) · Vegeu més fotos d'aquest monument · Carregueu una nova foto d'aquest monument                                     |
| Casa Pere Carrera II                                                  |           | Noucentisme Ramon Puig i Gairalt XX                                                 | Barcelona C. Viladomat, 154                                          | 41° 22′ 58″ N, 2° 09′ 13″ E / 41.38267°N,2.15353°E | IPA-50914 | Casa Pere Carrera II (Barcelona) · Vegeu més fotos d'aquest monument · Carregueu una nova foto d'aquest monument                                    |
| Casa Queraltó                                                         |           | Noucentisme Pere Benavent de Barberà i Abelló XX                                    | Barcelona Gran Via de les Corts Catalanes, 533                       | 41° 22′ 58″ N, 2° 09′ 33″ E / 41.38284°N,2.15909°E | IPA-50925 | Casa Queraltó (Barcelona) · Vegeu més fotos d'aquest monument · Carregueu una nova foto d'aquest monument                                           |
| Casa Xavier de Fontcuberta i Casa Joan Contijoch                      |           | Noucentisme XX                                                                      | Barcelona C. Calàbria, 101 i 103                                     | 41° 22′ 48″ N, 2° 09′ 17″ E / 41.37988°N,2.15462°E | IPA-50931 | Casa Xavier de Fontcuberta i Casa Joan Contijoch (Barcelona) · Vegeu més fotos d'aquest monument · Carregueu una nova foto d'aquest monument        |
| Edifici d'habitatges al carrer de Casanova, 193                       |           | Noucentisme Joan Gumà Cuevas XX                                                     | Barcelona C. Casanova, 193                                           | 41° 23′ 34″ N, 2° 08′ 56″ E / 41.39272°N,2.14893°E | IPA-50953 | Edifici d'habitatges al carrer de Casanova, 193 (Barcelona) · Vegeu més fotos d'aquest monument · Carregueu una nova foto d'aquest monument         |
| Edifici d'habitatges al carrer del Comte d'Urgell, 53                 |           | Noucentisme Pere Banavent de Barberà i Abelló XX                                    | Barcelona C. Comte d'Urgell, 53                                      | 41° 22′ 54″ N, 2° 09′ 33″ E / 41.38158°N,2.15906°E | IPA-50955 | Edifici d'habitatges al carrer del Comte d'Urgell, 53 (Barcelona) · Vegeu més fotos d'aquest monument · Carregueu una nova foto d'aquest monument   |
| Edifici d'habitatges al carrer d'Aragó, 99                            |           | Noucentisme XX                                                                      | Barcelona C. Aragó, 99 - c. Calàbria, 163                            | 41° 22′ 56″ N, 2° 09′ 05″ E / 41.38224°N,2.15139°E | IPA-50962 | Edifici d'habitatges al carrer d'Aragó, 99 (Barcelona) · Vegeu més fotos d'aquest monument · Carregueu una nova foto d'aquest monument              |
| Edifici d'habitatges d'Avellana Ortiz                                 |           | Noucentisme Melcior Viñals Muñoz XX                                                 | Barcelona Av. Diagonal, 427                                          | 41° 23′ 41″ N, 2° 09′ 10″ E / 41.39459°N,2.15274°E | IPA-50964 | Edifici d'habitatges d'Avellana Ortiz (Barcelona) · Vegeu més fotos d'aquest monument · Carregueu una nova foto d'aquest monument                   |
| Edifici d'habitatges de Frederic Vallet I                             |           | Noucentisme Adolf Florensa Ferrer XX                                                | Barcelona Av. Diagonal, 413                                          | 41° 23′ 42″ N, 2° 09′ 15″ E / 41.39498°N,2.15429°E | IPA-50977 | Edifici d'habitatges de Frederic Vallet I (Barcelona) · Vegeu més fotos d'aquest monument · Carregueu una nova foto d'aquest monument               |
| Cases Antoni Amills                                                   |           | Noucentisme Ramon Puig Gairalt XX                                                   | Barcelona C. Rocafort, 157-161                                       | 41° 22′ 55″ N, 2° 08′ 59″ E / 41.38182°N,2.14980°E | IPA-51086 | Cases Antoni Amills (Barcelona) · Vegeu més fotos d'aquest monument · Carregueu una nova foto d'aquest monument                                     |
| Casa Maria Montaner                                                   |           | Historicisme Lluís Domènech i Montaner XX                                           | Barcelona C. Balmes, 63                                              | 41° 23′ 24″ N, 2° 09′ 41″ E / 41.39007°N,2.16147°E | IPA-53445 | Casa Maria Montaner (Barcelona) · Vegeu més fotos d'aquest monument · Carregueu una nova foto d'aquest monument                                     |